# Florigen

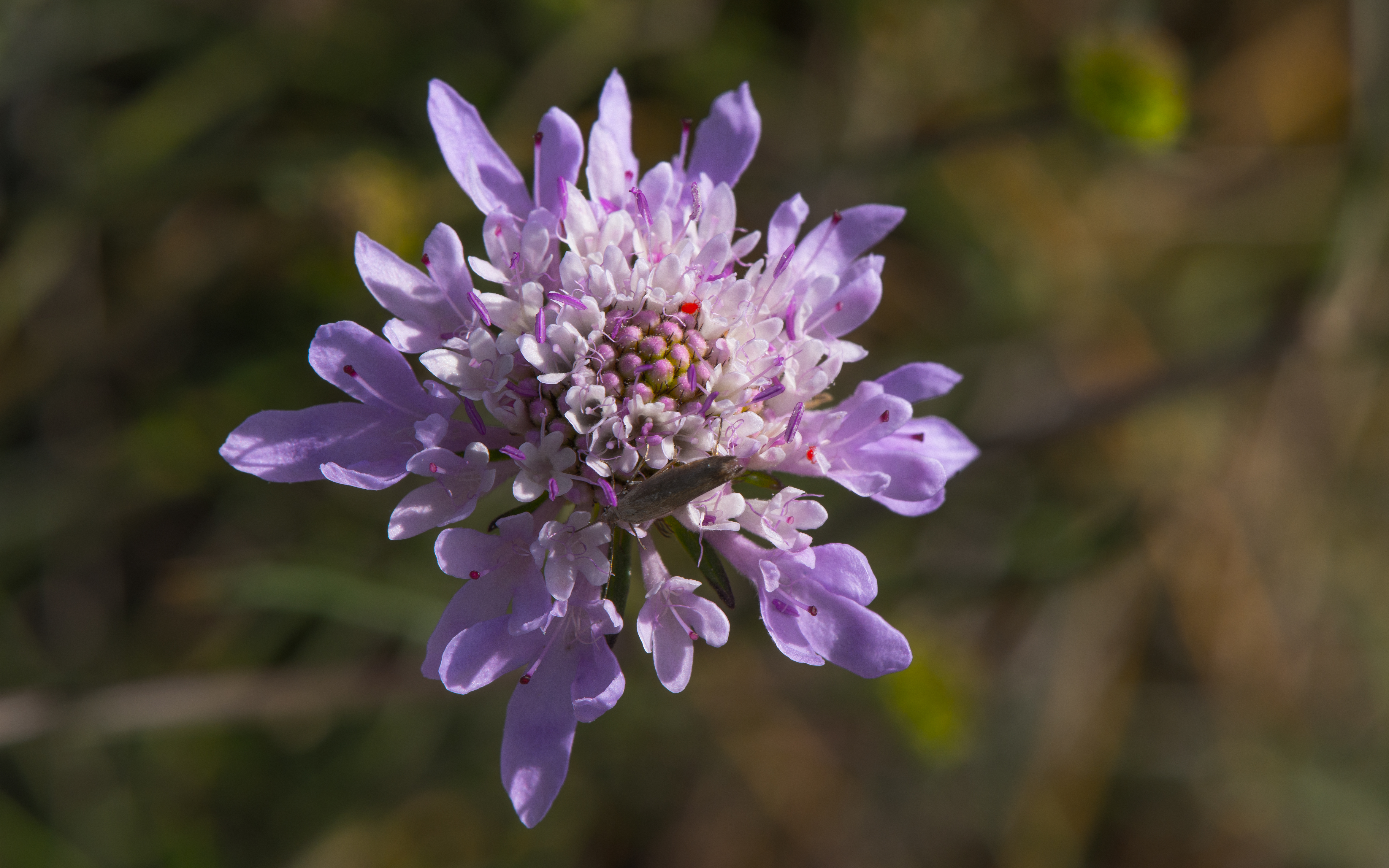
Florigen là một hormone liên quan đến sự nở hoa.

Florigen (hoặc hormone nở hoa) là phân tử giả thuyết giống như hormone và chịu trách nhiệm kiểm soát và/hoặc kích thích sự ra hoa ở thực vật. Florigen được sản xuất trong lá, và hoạt động trong mô phân sinh ngọn của chồi và các mấu đang lớn. Florigen được biết là có thể truyền giữa những cây được ghép với nhau, và thậm chí cả khi đó là các loài cây khác nhau. Tuy nhiên, mặc dù đã được tìm kiếm từ những năm 1930, bản chất chính xác của florigen vẫn là một bí ẩn.

## Cơ chế
Trọng tâm của cuộc tìm kiếm florigen là để hiểu về cách thực vật sử dụng những thay đổi trong độ dài ngày theo mùa để làm trung gian cho việc ra hoa—một cơ chế được gọi là quang chu kỳ. Thực vật sử dụng quang chu kỳ có thể là cây ngày ngắn hoặc cây ngày dài, tức là đòi hỏi thời gian ngày ngắn hoặc ngày dài tương ứng cho việc ra hoa, mặc dù thực ra thực vật sử dụng thời gian ban đêm để cảm ứng.
Mô hình hiện tại cho thấy sự tham gia của nhiều yếu tố khác nhau. Nghiên cứu về florigen chủ yếu tập trung vào sinh vật mô hình và cây ngày dài là Arabidopsis thaliana. Trong khi hầu hết các con đường floriden có vẻ được bảo tồn tốt trong các loài nghiên cứu khác, các biến thể cũng tồn tại. Cơ chế này có thể được chia nhỏ thành ba giai đoạn: bắt đầu điều chỉnh quang chu kỳ, chuyển dịch tín hiệu qua phloem, và cảm ứng ra hoa ở mô phân sinh đỉnh.

### Bắt đầu
Ở cây Arabidopsis thaliana, tín hiệu được bắt đầu bằng việc tạo ra RNA thông tin (mRNA) mã hóa một yếu tố phiên mã gọi là CONSTANS (CO). CO mRNA được tạo ra khoảng 12 giờ sau bình minh, một chu kỳ được điều chỉnh bởi đồng hồ sinh học của thực vật. mRNA này sau đó được dịch sang protein CO. Tuy nhiên, protein CO chỉ ổn định trong ánh sáng, vì vậy chúng chỉ tồn tại ở mức thấp trong suốt những ngày ngắn và chỉ có thể đạt đỉnh vào lúc hoàng hôn trong những ngày dài khi vẫn còn một chút ánh sáng. Protein CO thúc đẩy phiên mã của một gen khác gọi là Flowering Locus T (FT). Theo cơ chế này, protein CO chỉ có thể đạt đến mức có khả năng thúc đẩy quá trình phiên mã FT khi ở trong những ngày dài. Do đó, sự lây lan của florigen-và do đó, sự cảm ứng của hoa-dựa trên sự so sánh giữa nhận biệt của cây về ngày/đêm và đồng hồ sinh học riêng của nó.

### Chuyển dịch
Protein FT phát sinh từ giai đoạn ngắn do hoạt động nhân tố phiên mã CO sau đó được vận chuyển qua phloem đến mô phân sinh đỉnh.

### Ra hoa
Tại mô phân sinh đỉnh, protein FT tương tác với một yếu tố phiên mã (protein FD) để kích hoạt các gen nhận dạng hoa, do đó gây ra sự nở hoa. Đặc biệt, sự xuất hiện của FT ở mô hình đỉnh và hình thành của dị phức kép FT / FD được theo sau bởi sự tăng biểu hiện =của ít nhất một gen đích trực tiếp, APETALA 1 (AP1), cùng với các gen địch khác, như SOC1 và một số gen SPL là mục tiêu nhắm tời của một microRNA.